# Myndy Crist
Myndy Crist (née le 5 février 1975) est une actrice américaine. Elle est diplômée de l'école de théâtre, film et télévision d'UCLA (en) et est mariée à l'acteur Josh Stamberg.

## Filmographie

### Cinéma
| Année | Titre                                      | Rôle           | Notes         |
| ----- | ------------------------------------------ | -------------- | ------------- |
| 1996  | Static                                     | Betty Jennings |               |
| 1997  | The Line                                   | Anne           | court métrage |
| 2000  | Gun Shy                                    | Myrna          |               |
| 2000  | Raccroche !                                | Dr. Kelly      |               |
| 2000  | Chain of Fools                             | Jeannie        |               |
| 2000  | What We Talk About When We Talk About Love | Laura          | court métrage |
| 2002  | La Machine à explorer le temps             | Jogger         |               |
| 2007  | The Jane Austen Book Club (en)             | Lynne          |               |
| 2013  | Dark Skies                                 | Karen Jessop   |               |
| 2015  | Day Out of Days                            | Jen            |               |

### Télévision
| Année     | Titre                                    | Rôle                | Notes                          |
| --------- | ---------------------------------------- | ------------------- | ------------------------------ |
| 1995      | Living Single (en)                       | Gail                | Legal Briefs                   |
| 1995      | New York Daze                            | Susan               | Too Something                  |
| 1997      | Damian Cromwell's Postcards from America | Elizabeth Elkins    | série télévisée                |
| 1999      | The King of Queens                       | Jessica             | Female Problems                |
| 1999      | Urgences                                 | Valerie Page        | How the Finch Stole Christmas  |
| 2000      | Urgences                                 | Valerie Page        | The Domino Heart               |
| 2001      | Taking Back Our Town                     | Lisa LaVie          | téléfilm                       |
| 2001      | Ball & Chain                             | Mallory Bulson      | téléfilm                       |
| 2002      | The Guardian (en)                        | Doris Greene        | In Loco Parentis               |
| 2002      | Baseball Wives                           | Nicole Camden       | téléfilm                       |
| 2002      | Breaking News                            | Janet LeClaire      | série télévisée                |
| 2003      | New York, unité spéciale                 | Carrie Huitt        | saison 4, épisode 22 Futility  |
| 2003      | FBI : Portés disparus                    | Sarah Sellars       | Confidence                     |
| 2003      | Mon oncle Charlie                        | Wendy               | Phase One, Complete            |
| 2003-2004 | Six Feet Under                           | Dana                |                                |
| 2004      | Cold Case : Affaires classées            | Dana Hunter         | Factory Girls                  |
| 2004      | House                                    | Elise Snow          | Fidelity                       |
| 2004      | New York Police Blues                    | Carly Landis        | Fish Out of Water              |
| 2005      | New York Police Blues                    | Carly Landis        | Stoli with a Twist             |
| 2005      | 24                                       | Melissa             | Day 4: 9:00 a.m.-10:00 a.m.    |
| 2005      | Les Experts : Miami                      | Karla Jane Gardner  | Identity                       |
| 2005      | Preuve à l'appui (série télévisée)       | Andrea Carruthers   | Death Goes On                  |
| 2006      | Grey's Anatomy                           | Mrs. Hanson         | Staring at the Sun             |
| 2009      | Eleventh Hour                            | Dr. Veronica Reeves | Miracle                        |
| 2009      | The Mentalist                            | Jessie Skelling     | Carnelian, Inc.                |
| 2009      | Drop Dead Diva                           | Mindy Billmeyer     | The 'F' Word                   |
| 2010      | Bones                                    | Grace Redmon        | The Predator in the Pool       |
| 2010      | My Super Psycho Sweet 16: Part 2 (en)    | Carolyn Bell        | téléfilm                       |
| 2010      | The Whole Truth                          | Melanie             | Young Love                     |
| 2011      | NCIS : Los Angeles                       | Emily Chambers      | Enemy Within                   |
| 2013      | Dr Emily Owens                           | Nicole              | Emily and... The Perfect Storm |
| 2014      | Les Experts (série télévisée)            | Rebecca Brewer      | The Book of Shadows            |
| 2015      | NCIS                                     | Jennifer Vickers    | No Good Deed                   |
| 2015      | The Night Shift                          | Lisa Edwards        | Moving On                      |